# King's Hall

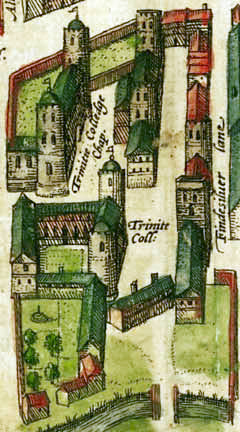
Mapa del Trinity College en 1575. Se muestran los edificios del King's Hall (arriba a la izquierda) y Michaelhouse (arriba a la derecha) antes de la reconstrucción de Thomas Nevile.

King's Hall fue uno de los colleges constituyentes de la Universidad de Cambridge, fundado en 1317, el segundo tras Peterhouse.
King's Hall fue establecido por el rey Eduardo II para proveer de secretarios de tribunales a su administración.
Alan Cobban ha identificado a John Hotham, Obispo de Ely, como la persona que guio a Eduardo II en su fundación. Recibió patente real de Eduardo III en 1337.
King's Hall no existe desde su fusión con Michaelhouse en 1546 por Enrique VIII para dar lugar al Trinity College.
- Datos: Q1281038